# Школы и направления в западной макросоциологии
Развитие макросоциологии в 19—20 веках привело к возникновению целого букета оригинальных теорий. Представители этих школ и направлений ведут между собой дискуссию о сущности общества. Ни одна из этих школ и направлений не смогла победить в этой дискуссии, так как каждая из них по-своему права и нужна теория их синтеза. Существует 11 основных школ и направлений в макросоциологии. Наиболее влиятельными являются три из них: символический интеракционизм, структурный функционализм и конфликтология. Позитивизм — это ведущее направление в социологии 19 в. — начала 20 в. Родоначальниками этого направления были Анри де Сен-Симон и Огюст Конт, последователями — Герберт Спенсер и Эмиль Дюркгейм. Главное устремление позитивизма — отказ от умозрительных рассуждений об обществе, позитивная социология должна быть доказательной как естествознание. Характерными чертами позитивизма служили натурализм, органицизм и эволюционизм. Натурализм (социология) означает точку зрения о том, что социальные явления подчиняются законам, свойственным природе — законам физики, механики, биологии, географии.

## Механицизм
Главная мысль механицизма: общество похоже на агрегат элементов, каждый из которых можно изучать независимо друг от друга. Людей можно изучать независимо друг от друга как молекулы газа.
Авторы, которые работали в рамках этого направления: Генри Чарльз Кэри, Адольф Кетле.
Кетле даже пытался объяснить общественную жизнь законами физики и установил статистическую взаимосвязь между видами преступлений, полом, происхождением, возрастом, местом проживания преступника. Из этого Кетле сделал вывод, что определённое количество и определённые виды преступлений сопровождают общество с необходимостью закона природы. Чтобы описать общество, нужно обнаружить характеристики «среднего человека».

## Географическая школа в социологии
Главная мысль: географические факторы влияют на общество, например, климат влияет на темперамент жителей, размер территории влияет на форму правления и размер населения, нужно составить периодизацию русской истории по периодам колонизации территории. Малые по территории страны предпочитают вводить республику, средние страны — монархию, а большие страны — тиранию, по принципу «чем больше страна, тем более жёсткий режим».
Авторы: Шарль Луи де Монтескьё, Генри Томас Бокль, Василий Осипович Ключевский, Фридрих Ратцель, Лев Ильич Мечников.

## Органицизм
Главная мысль: общество и организм подобны друг другу.
Авторы: Томас Гоббс, Герберт Спенсер, Павел Фёдорович Лилиенфельд-Тоаль, А. Э. Ф. Шеффле, Р. Вормс.
Томас Гоббс в работе «Левиафан» высказал идею о том, что государство — это искусственный человек, в котором верховная власть — это душа, должностные лица исполнительной и законодательной власти — это суставы, награда и наказание — нервы, благосостояние и богатство граждан — это сила, безопасность народа — это занятие Левиафана, советники короля — это память, справедливость и законы — это разум и воля, гражданский мир — это здоровье, смута — болезнь, гражданская война — смерть. Герберт Спенсер указывал, что рост характерен и для общества, и для организма. Лилиенфельд указывал, что торговля напоминает кровообращение. Шеффле указывал, что экономическая жизнь напоминает обмен веществ. Вормс сравнивал мастерскую с маленькой железой, фабрику — с печенью, товар — с выделением железы, железные дороги — с сосудами, правительство — с мозгом. Вывод: само сравнение общества и организма является верным, но одни метафоры мало помогают в научном исследовании.

## Социальный дарвинизм
Главная мысль: механизм социальной эволюции ни чем не отличается от механизма биологической эволюции, поэтому в обществе выживает сильнейший. Таким образом, факторами эволюции и в обществе, и в биосфере являются наследственность, изменчивость, естественный отбор и борьба за существование.
Авторы: Томас Мальтус, Герберт Спенсер, Жозеф Артюр де Гобино, Хьюстон Стюарт Чемберлен, Людвиг Вольтман, Жорж Ваше де Лапуж, Фрэнсис Гальтон, Людвиг Гумплович.
Вывод: Результаты нацистских экспериментов по воплощению в жизнь теории социал-дарвинизма ужаснули весь мир.

## Психологическое направление в социологии
Главная мысль: законы общества можно свести к законам психологии. Жизнь общества — это игра врождённых инстинктов, особенно сексуальных и агрессивных инстинктов. Жизнь общества можно свести к подражанию, к психологии толпы или к национальной психологии. Прогресс общества можно объяснить осознанным стремлением к прогрессу.
Авторы: Уильям Макдугалл, Зигмунд Фрейд, Габриель Тард, Гюстав Лебон, Мориц Лацарус, Хейман Штейнталь, Лестер Фрэнк Уорд, Франклин Генри Гиддингс.
Ошибка: психологические причины никак не объясняли механизм социальной эволюции, так как инстинкты, психология толпы, механизм подражания, «народная душа» были такими же и сегодня, и десять тысяч лет назад, однако общество за это время сильно изменилось, эти психологические факторы не могут быть причиной прогрессивного развития общества. Эмиль Дюркгейм доказал, что психологические причины не могут быть причиной даже самоубийств.

## Бихевиоризми теория обмена
Главная мысль бихевиоризма: поведение человека можно свести к ответам на стимулы окружающей среды по принципу условного рефлекса. Любой поступок человека можно объяснить материальным вознаграждением или стремлением избежать телесных наказаний.
Основатели бихевиоризма: Джон Бродес Уотсон, Беррес Фредерик Скиннер.
Главная мысль теории обмена: в процессе социального взаимодействия люди обмениваются товарами, услугами, информацией, благодарностями и т. д. Прежде чем вступить в социальное взаимодействие, люди взвешивают будущие вознаграждения и затраты. Если ожидаемые затраты больше вознаграждения, то люди отказываются вступать во взаимодействие. Обмен происходит по принципу «Ты — мне, я — тебе». В процессе общения человек вынужден затрачивать усилия, чтобы найти общую тему для разговора, чтобы сделать наше общение устойчивым. Поведение человека обусловлено тем, как вознаграждались его поступки в прошлом, например, человек сегодня пошёл на рыбалку потому, что вчера его рыбалка была удачной.
Автор теории обмена: Джордж Каспар Хоманс.
Ошибка состоит в том, что сознание человека устроено сложнее, чем сознание крысы, над которыми Скиннер проводил опыты. Человек, в отличие от крысы, имеет не только условные рефлексы, но и абстрактное мышление, устную речь и способность к орудийной деятельности.

## Интеракционизм
Главная мысль: с помощью языка жестов можно обмениваться информацией и осуществлять психологический контроль. С помощью разыгрывания сценок можно унизить или показать своё высокое мнение о человеке. На работе и в политике человек вынужден создавать свой имидж. «Позорное клеймо» мешает общению. Смущение является признаком ошибки в игре и выражением просьбы повторить попытку.
Авторы: Джордж Герберт Мид, Герберт Блумер, Ирвинг Гофман, Гарольд Гарфинкель.
Обмен информацией и контроль с помощью жестов есть древний, примитивный способ обмена информацией и психологического контроля, который унаследован человеком от животных предков. В дополнение к этому человек изобрёл другие, более современные способы обмена информацией с помощью слов и способы социального контроля с помощью угрозы санкций и внедрения стереотипов.

## Аксиология
Главная мысль: человек смотрит на мир через призму своих оценок (эта вещь хороша, а эта — плоха) и действует в соответствии с этими оценками. Он стремится достичь хорошего и избежать плохого. Системы ценностей в разные эпохи отличаются друг от друга. Система ценностей навязывается человеку его окружением в процессе социализации, в процессе усвоения норм. Культурные ценности — это фундаментальные нормы и требования (императивы) в обществе о достоинстве, красоте, благочестии и так далее. Аксиология — это наука о культурных ценностях.
Макс Вебер основал «понимающую социологию». Он писал, что человек обречён на выбор между долгом и убеждениями.

## Структурный функционализм
Главная мысль: каждая организация, каждый обычай, идея или верования имеют свою функцию в обществе.
Авторы: Герберт Спенсер, Эмиль Дюркгейм, Бронислав Каспар Малиновский, Альфред Радклифф-Браун, Роберт Кинг Мертон, Пётр Штомпка, Толкотт Парсонс.
Малиновский и Радклифф-Браун были антропологами и доказывали это положение на примере обычаев, обнаруженных ими в примитивных обществах Меланезии и Андаманских островов. Социальные явления, которые не имеют своей функции, например, конфликты, являются дисфункцией и должны исчезнуть. По мнению Дюркгейма, отказ человека от исполнения своих семейных и религиозных функций приводит к одиночеству и, в конце концов, к самоубийству. Таким образом, общество мстит человеку за отказ от исполнения функций. Функция преступления состоит в том, что наказание за это преступление позволяет людям подтвердить правила, запрещающее преступление. Разделения труда между людьми в обществе не было в первобытном обществе, где люди были похожи друг на друга. В современном обществе над людьми витает общественное мнение, которое диктует людям совершать определённые поступки. Ошибки структурного функционализма: недооценка роли конфликтов в обществе, использование чрезмерно абстрактных понятий, отсутствие классификации ступеней развития общества.

## Теория социального конфликта
Главная мысль: социальные конфликты неизбежны, но их нужно улаживать. Козер считал, что конфликты дают дорогу крупным инновациям, предотвращают «окостенение» общества, являются причиной развития общества. Функции конфликтов, по мнению Козера, состоят в том, что, они способствуют разрядке напряжённости и являются «отводными каналами», через конфликты лучше узнают друг друга. Дарендорф считал, что конфликт — это результат сопротивления отношениям господства и подчинения, что конфликты — это генератор изменений, что подавление конфликта ведёт к его обострению, а улаживание — к контролируемой эволюции. Подчинённый на работе человек может успокоить своё тщеславие тем, что станет лидером и контролёром во внерабочее время — в спортивной команде, в церковной общине, в партийной организации и т. п. На причины конфликтов влиять невозможно, но можно снизить интенсивность протекания конфликтов. Государство, суд, пресса — эти институты улаживают конфликты. Гайгер считает, что в XX веке методы, орудия и техника классовой борьбы были официально признаны и законодательно оформлены обществом, благодаря этому они поставлены под контроль. Классовая борьба сегодня протекает по определённым правилам и, поэтому, утратила своё остриё. Капитал и труд заключают взаимные компромиссы, ведут переговоры о разрешении споров и таким способом определяют условия труда — уровень заработной платы и продолжительность рабочего дня. Западу больше не угрожает социалистическая революция, поэтому Маркс ошибся в своих прогнозах. Существуют три метода разрешения конфликта — метод избегания, завоевание или покорение.
Авторы школы конфликта: Льюис Козер, Георг Зиммель, Ральф Дарендорф, Теодор Гайгер.
Вывод: конфликт может быть улажен только тогда, когда проигравший признает тот факт, что он стал объектом контроля со стороны победителя или уступил свою сферу влияния победителю. До момента этого признания цель уладить конфликт является невыполнимой задачей. Можно уладить только лишь вопрос о цене за готовность подчиняться.

## Технологический детерминизм
Главная мысль: техника развивается независимо от воли человека по закону бесконечного совершенствования технических параметров. В рамках этого направления существует дискуссия между технократами и технофобами. Первые являются оптимистами и считают, что развитие техники решит все проблемы, например, для решения экологических проблем нужны фильтры, отстойники и т. д. Вторые считают, что человечество погибнет от техники, например от плохой экологии или в результате войны с роботами, поэтому нужно ломать технические устройства, например, луддиты в Англии ломали механические ткацкие станки, нужно сбежать на необитаемый остров или в тайгу. Кто прав в этой дискуссии покажет время.
Авторы: Сэмюэл Батлер, Торстейн Бунде Веблен, Маршалл Маклюэн.
Веблен сделал прогноз о революции менеджеров, в ходе которой власть перейдёт от предпринимателей к технократам, но этот прогноз оказался утопией. Маршалл Маклюэн разделил историю на три периода в зависимости от смены средств связи.

## Интегративная теория
Многие социологи пытались создать теорию синтеза этих школ и направлений в социологии, чтобы объединить в одной теории всё лучшее, что накоплено в других школах. Толкотт Парсонс пытался это сделать на основе объединения аксиологии и структурного функционализма. Хоманс пытался это сделать на основе теории обмена. Интегративная теория пока не создана.